# ISU Grand Prix w łyżwiarstwie figurowym 2020/2021
ISU Grand Prix w łyżwiarstwie figurowym 2020/2021 – 26. edycja zawodów w łyżwiarstwie figurowym. Zawodnicy podczas sezonu wystąpią w siedmiu zawodach cyklu rozgrywek. Rywalizacja rozpoczęła się 23 października w Las Vegas. Finał cyklu miał odbyć się w grudniu Pekinie, jako próba przed Zimowymi Igrzyskami Olimpijskimi 2022, ale został odwołany z powodu rozwoju pandemii COVID-19. W trakcie sezonu z tego samego powodu odwołano zawody Skate Canada International 2020 i Internationaux de France 2020.
Ze względu na pandemię COVID-19 i ograniczenia w podróżowaniu międzynarodowym, Rada ISU zadecydowała, że we wszystkich zawodach z cyklu Grand Prix 2020/2021 wystąpią jedynie zawodnicy krajowi i ci, którzy trenują w danym kraju lub regionie geograficznym. Mając na uwadze krajowy charakter zawodów, Rada Międzynarodowej Unii Łyżwiarskiej zadecydowała również, że osiągnięte podczas tej edycji wyniki nie będą miały wpływu na pozycję w rankingu światowym, jak również nie będą brane pod uwagę jako minimalna ocena techniczna (TES) osiągnięta na międzynarodowych zawodach pod patronatem ISU. Ponadto osiągniętych wyników punktowych nie zaliczano do oficjalnych rekordów życiowych bądź rekordów świata.

## Kalendarium zawodów
| Lp. | Data                             | Miejsce   | Zawody                     | Uwagi    | Źr.   |
| --- | -------------------------------- | --------- | -------------------------- | -------- | ----- |
| 1   | 23–25 października 2020          | Las Vegas | Skate America              |          |       |
| 2   | 30 października–1 listopada 2020 | Ottawa    | Skate Canada International | odwołano | [ 8 ] |
| 3   | 6–8 listopada 2020               | Chongqing | Cup of China               |          |       |
| 4   | 13–15 listopada 2020             | Grenoble  | Internationaux de France   | odwołano | [ 9 ] |
| 5   | 20–22 listopada 2020             | Moskwa    | Rostelecom Cup             |          |       |
| 6   | 27–29 listopada 2020             | Osaka     | NHK Trophy                 |          |       |
| 7   | 10–13 grudnia 2020               | Pekin     | Finał Grand Prix           | odwołano | [ 3 ] |

## Medaliści

### Soliści
| Zawody                     | 1. miejsce                                 | 2. miejsce                                 | 3. miejsce                                 | Źr.    |
| -------------------------- | ------------------------------------------ | ------------------------------------------ | ------------------------------------------ | ------ |
| Skate America              | Nathan Chen                                | Vincent Zhou                               | Keegan Messing                             | [ 10 ] |
| Skate Canada International | Zawody odwołano z powodu pandemii COVID-19 | Zawody odwołano z powodu pandemii COVID-19 | Zawody odwołano z powodu pandemii COVID-19 | [ 8 ]  |
| Cup of China               | Jin Boyang                                 | Yan Han                                    | Chen Yudong                                | [ 11 ] |
| Internationaux de France   | Zawody odwołano z powodu pandemii COVID-19 | Zawody odwołano z powodu pandemii COVID-19 | Zawody odwołano z powodu pandemii COVID-19 | [ 9 ]  |
| Rostelecom Cup             | Michaił Kolada                             | Moris Kwitiełaszwili                       | Piotr Gumiennik                            | [ 12 ] |
| NHK Trophy                 | Yuma Kagiyama                              | Kazuki Tomono                              | Lucas Tsuyoshi Honda                       | [ 13 ] |
| Finał Grand Prix           | Zawody odwołano z powodu pandemii COVID-19 | Zawody odwołano z powodu pandemii COVID-19 | Zawody odwołano z powodu pandemii COVID-19 | [ 3 ]  |

### Solistki
| Zawody                     | 1. miejsce                                 | 2. miejsce                                 | 3. miejsce                                 | Źr.    |
| -------------------------- | ------------------------------------------ | ------------------------------------------ | ------------------------------------------ | ------ |
| Skate America              | Mariah Bell                                | Bradie Tennell                             | Audrey Shin                                | [ 14 ] |
| Skate Canada International | Zawody odwołano z powodu pandemii COVID-19 | Zawody odwołano z powodu pandemii COVID-19 | Zawody odwołano z powodu pandemii COVID-19 | [ 8 ]  |
| Cup of China               | Chen Hongyi                                | Angel Li                                   | Jin Minzhi                                 | [ 15 ] |
| Internationaux de France   | Zawody odwołano z powodu pandemii COVID-19 | Zawody odwołano z powodu pandemii COVID-19 | Zawody odwołano z powodu pandemii COVID-19 | [ 9 ]  |
| Rostelecom Cup             | Jelizawieta Tuktamyszewa                   | Alona Kostornoj                            | Anastasija Gulakowa                        | [ 16 ] |
| NHK Trophy                 | Kaori Sakamoto                             | Wakaba Higuchi                             | Rino Matsuike                              | [ 17 ] |
| Finał Grand Prix           | Zawody odwołano z powodu pandemii COVID-19 | Zawody odwołano z powodu pandemii COVID-19 | Zawody odwołano z powodu pandemii COVID-19 | [ 3 ]  |

### Pary sportowe
| Zawody                     | 1. miejsce                                 | 2. miejsce                                 | 3. miejsce                                 | Źr.                               |
| -------------------------- | ------------------------------------------ | ------------------------------------------ | ------------------------------------------ | --------------------------------- |
| Skate America              | Alexa Scimeca Knierim / Brandon Frazier    | Jessica Calalang / Brian Johnson           | Audrey Lu / Misha Mitrofanov               | [ 18 ]                            |
| Skate Canada International | Zawody odwołano z powodu pandemii COVID-19 | Zawody odwołano z powodu pandemii COVID-19 | Zawody odwołano z powodu pandemii COVID-19 | [ 8 ]                             |
| Cup of China               | Peng Cheng / Jin Yang                      | Wang Yuchen / Huang Yihang                 | Zhu Daizifei / Liu Yuhang                  | [ 19 ]                            |
| Internationaux de France   | Zawody odwołano z powodu pandemii COVID-19 | Zawody odwołano z powodu pandemii COVID-19 | Zawody odwołano z powodu pandemii COVID-19 | [ 9 ]                             |
| Rostelecom Cup             | Aleksandra Bojkowa / Dmitrij Kozłowskij    | Anastasija Miszyna / Aleksandr Gallamow    | Apollinarija Panfiłowa / Dmitrij Ryłow     | [ 20 ]                            |
| NHK Trophy                 | Konkurencja nie została rozegrana          | Konkurencja nie została rozegrana          | Konkurencja nie została rozegrana          | Konkurencja nie została rozegrana |
| Finał Grand Prix           | Zawody odwołano z powodu pandemii COVID-19 | Zawody odwołano z powodu pandemii COVID-19 | Zawody odwołano z powodu pandemii COVID-19 | [ 3 ]                             |

### Pary taneczne
| Zawody                     | 1. miejsce                                 | 2. miejsce                                 | 3. miejsce                                 | Źr.    |
| -------------------------- | ------------------------------------------ | ------------------------------------------ | ------------------------------------------ | ------ |
| Skate America              | Madison Hubbell / Zachary Donohue          | Kaitlin Hawayek / Jean-Luc Baker           | Christina Carreira / Anthony Ponomarenko   | [ 21 ] |
| Skate Canada International | Zawody odwołano z powodu pandemii COVID-19 | Zawody odwołano z powodu pandemii COVID-19 | Zawody odwołano z powodu pandemii COVID-19 | [ 8 ]  |
| Cup of China               | Wang Shiyue / Liu Xinyu                    | Chen Hong / Sun Zhuoming                   | Ning Wanqi / Wang Chao                     | [ 22 ] |
| Internationaux de France   | Zawody odwołano z powodu pandemii COVID-19 | Zawody odwołano z powodu pandemii COVID-19 | Zawody odwołano z powodu pandemii COVID-19 | [ 9 ]  |
| Rostelecom Cup             | Wiktorija Sinicyna / Nikita Kacałapow      | Tiffany Zahorski / Jonathan Guerreiro      | Anastasija Skopcowa / Kiriłł Aloszyn       | [ 23 ] |
| NHK Trophy                 | Misato Komatsubara / Tim Koleto            | Rikako Fukase / Eichu Cho                  | Kana Muramoto / Daisuke Takahashi          | [ 24 ] |
| Finał Grand Prix           | Zawody odwołano z powodu pandemii COVID-19 | Zawody odwołano z powodu pandemii COVID-19 | Zawody odwołano z powodu pandemii COVID-19 | [ 3 ]  |